# Rogério Alves
Rogério Santana Alves (Simão Dias, 20 de setembro de 1973) é um jogador brasileiro profissional de futsal, que joga atualmente pelo Lagarto Futsal Clube.

## Inicio
Rogério teve sua trajetória inusitada. Aos 15 anos, numa partida com os amigos, ele foi chamado para jogar. Foi tão bem que dali não saiu mais. Em 1991, já estava no Banespa, em São Paulo, longe da sua terra natal Simão Dias, em Sergipe.
Só um ano depois, em 1992, ele conseguiu voltar para o Sergipe. Entre 1994 e 1997, estava no Santa Cruz, em Pernambuco. Desta época, ele lembra das dificuldades de se manter no futsal. "Minha família sempre foi de jogadores. Mas não com essa pretensão de jogar profissionalmente. No começo, foi difícil. Sempre tive o apoio da minha família", afirma.  
Destacou-se no Galo, o time formado numa parceria entre o Atlético e a Pax de Minas. Onde, além de ir com liberdade ao ataque, fazendo vários gols; realizou jogos memoráveis no Colégio Magnum e fora de casa, conquistando a "massa" das quadras, fazendo defesas de grande arrôjo. Com o Atlético, Rogério foi Campeão do Mundo de Clubes em 1998, batendo o Dínamo em Moscou por 4x3 em 16/10/98, no Ginásio Luzhniki; e da Liga Nacional de 1999, superando o Rio/Miécimo por 5x4. 

## Seleção
Rogério tambem foi terceiro goleiro da Seleção Brasileira de Futsal.
Venceu a Copa do Mundo de Futsal de 2008 disputada no Rio de Janeiro e Brasília.
O goleiro também participou da seleção nos Jogos Pan-Americanos de 2007, no Rio de Janeiro. Estreou na competição contra a Argentina e venceu por 4 a 1, além de vitórias contra Cuba, Paraguai e Costa Rica, nas semi-finais. Naquela edição do futsal, o Brasil conquistou a medalha de ouro.
Ele sofreu apenas três gols em cinco partidas e ajudou na conquista da medalha de ouro. Rogério foi superado somente na estréia contra a Guatemala, partida na qual ele sofreu gol do goleiro Carlos Mérida, contra os costarriquenhos, na semi, quando o jogo estava definido para o Brasil, e finalmente contra a Argentina, na final. 

## Títulos
- Campeão do Mundo - Atlético/Pax de Minas - 1998

- Campeão da Liga Futsal - Atlético/Pax de Minas - 1999

- Medalha de Ouro nos Jogos Pan-Americanos - 2007
- Campeão Mundial de Futsal - 2008

## Campanhas em destaque
- Terceiro lugar no Mundial de Futsal - 2004
- Segundo lugar no Mundial de Futsal - 2000